# 피아베강 전투
피아베 강 전투는 오스트리아-헝가리군의 마지막 대규모 공세였으며 결국 오스트리아-헝가리 제국의 해체와 육군의 괴멸을 초래하는 전투로 알려져 있다.

## 배경
1918년 6월 15일에서 22일까지 실시된 이 공세는 프랑스 전선의 연합군을 분산시키고 대규모 공세를 취하기 위해 독일의 요구로 실시되었으며 베니스나 파도바, 베로나와 같은 이탈리아의 주요 도시로부터 멀지 않은 지역에 위치한 피아베 강의 참호지대에서 벌어졌다. 이미 러시아군이 전쟁을 포기한 상황이었고 지난해 가을 카포레토 공세에서 대성공을 거둔 적이 있기 때문에 오스트리아군은 어느 정도 자신을 가지고 있었고 이 전투를 통해 이탈리아 전선의 연합군을 붕괴상태로 만들기 위한 의도를 가지고 있었다.

## 전투 당사자들의 상황
하지만 이 당시 오스트리아군의 상황은 매우 좋지 않은 상황이었는데 병력과 장비의 부족, 또한 보급의 부실 뿐만 아니라 계속되는 이탈리아군의 국지적 반격으로 인해 이미 오스트리아군의 개별 사단들은 매우 약화된 상황이었고 지난해의 카포레토 공세와는 비교할 수 없는 상황이었다
반면에 이탈리아군은 군수품 생산이 절정에 달해 있었고, 연합군의 군수품 지원도 엄청난 수준이었다. 카포레토 전투 후 해임된 루이지 카도르나의 후임자인 이탈리아군 최고사령관 아르만도 디아츠(Armando Diaz)장군은 피아베 지역에 대해 방어라인을 강화하고 부대들을 집중 배치시켜 놓고 있는 실정이었다. 또, 프랑스 및 영국군도 지원군을 보내 이탈리아군을 돕고 있었다.
새로 개편된 오스트라이-헝가리군 참모본부는 이탈리아군을 끝장내고 싶어했다. 하지만 그 지역의 오스트리아-헝가리군의 지휘관들인 스베토자르 보로에빅 폰 보이나(Svetozar Boroevi? von Bojna,) 헝가리군 장군과 전 최고 사령관이었던 콘라트 폰 회첸도르프(Konrad von Hoetzendorf) 오스트리아군 장군은 피아베강 지역에서의 공세를 강력히 지지했고(특히 콘라드 쪽이) 이를 강행하게 된다. 하지만 이 두 장군사이에는 서로 싫어했고, 라이벌 의식이 있어 연합작전에 많은 문제점을 지니고 있었다.
결국 오스트리아군의 최고 사령관이었던 폰 슈트라우센베르크(Arz von Straussenberg)장군은 결국 이 지역의 오스트리아군을 반으로 나누어 각각 두 장군에게 지휘를 맡기게 된다. 이 지역의 오스트리아-헝가리군은 58개 사단이었고, 이탈리아군은 57개 사단이었다. 또, 프랑스군 6개 사단과 영국군 5개 사단이 추가로 배치되어 있었다.
슈트라우센베르크 장군은 이 정책이 실제 작전에서 성과를 거둘 수 있을 거라 생각했는데 이 협동작전은 두 장군 모두에게 맹렬한 집중 공격을 할 만한 충분한 병력을 제공하지 못하게 되는 결과를 초래해 작전 실패의 주 원인이 되고 만다. 오스트리아-헝가리 참모본부에서는 작전을 우선 보로에빅 장군의 부대들을 피아베강 유역에서 전전선을 따라 공격을 하면 양동작전 식으로 다른지역에서 바로 콘라드 장군이 공세를 취하여 보로에빅 장군의 부대를 지원하는 방식으로 계획했다.
보로에빅 장군은 그의 지휘하에 있는 제5군과 6군으로 하여금 해안 근처의 피아베 강 지역을 따라 7월 10일 총공격을 명령하고 수 킬로미터를 진격하게 된다. 하지만 이탈리아군의 대규모 반격에 밀려 7월 19일 결국 철수를 명령한다.
그러나 보로에빅 장군의 너무 빠른 철수는 이탈리아군이 측면을 따라 피아베강을 건너게 하는 충분한 시간을 마련해 주어 강을 건넌 이탈리아군은 보로에빅장군의 측면을 공격하게 된다. 결국 보로에빅장군의 부대는 7월 22일 완전히 피아베강을 건너 철수하게 되고 되고 15만명의 사상자를 기록하게 된다.
같은 시간 콘라드의 제 10군과 11군은 베로나를 함락시키기 위해 트렌티노 지역에서 공세를 취하게 되는데 이탈리아군 제4군과 6군(프랑스군과 영국군도 포함되어 있었다)의 대반격에 밀려 실패하게 되고 콘라트의 군대 또한 4만명의 사상자를 가지게 된다.

## 결과
피아베강 전투는 오스트리아-헝가리의 마지막 공세 작전이 되었다. 이 전투에서의 실패로 오스트리아-헝가리군의 전력은 상당히 약화되게 되고 실패의 원인은 부대를 둘로 나눈 것에 기인한다. 이 전투의 실패로 인해 오스트리아-헝가리 제국은 와해의 길로 들어섬과 동시에 앞으로 있을 비토리오 바베토 전투에 대비할 만한 힘이 없어지게 된다.